# 고민을 입력하세요 - GOSTOP
《고민을 입력하세요 - GOSTOP》는 대한민국의 JTBC에 2019년 9월 15일 방송된 추석 특집 예능 프로그램이다. 파일럿 편성했으나, 정규 편성이 불발되었다.

## 기획 의도
인생의 기로에서 혼자 끙끙 앓고 있는 이들을 위한 양자택일 토크쇼! 경험치 만렙의 MC들이 결혼과 직장 문제에 대해 'GO'할지, 'STOP'할지 객관적이고 명쾌하게 해답을 제시해주는 프로그램이다.

## 방송 시간
| 방송 채널 | 방송 기간       | 방송 시간          | 비고 |
| JTBC      |                 |                    |      |
| --------- | --------------- | ------------------ | ---- |
| JTBC      | 2019년 9월 15일 | 일요일 밤 8시 40분 |      |

## 출연진
- 하하
- 장윤주
- 유세윤
- 스윙스
- 김원중

## 에피소드 목록
- 방송일 : 2019년 9월 15일

| 내용                                                            | GO | STOP | 비고 |
| --------------------------------------------------------------- | -- | ---- | ---- |
| 예비 시부모의 친구 신청 수락 GO? STOP?                          | 39 | 61   |      |
| 예비 시아버지에게 틀킨 흡연 결혼 GO? STOP?                      | 42 | 58   |      |
| 남편에게 하트 이모티콘을 보내는 여후배에게 연락 GO? STOP?       | 10 | 90   |      |
| 시어머니에게 선물한 명품가방 가져간 시누이에게 따진다 GO? STOP? | 40 | 60   |      |
| '반반 결혼'에 대한 개념이 다른 커플 결혼 GO? STOP?              | 17 | 83   |      |
| 아이가 분리불안을 겪는 워킹맘 퇴사 GO? STOP?                    | 77 | 23   |      |

## 제작진
- 기획 : 이동희
- PD : 이창우, 김선형, 김수진, 이지은
- 작가 : 양혜윤, 안혜미, 박예진, 염아림, 조우현, 서유진

## 같이 보기
- 고민
- 일상
- 대국민 토크쇼 안녕하세요 (KBS 2TV)
- 무엇이든 물어보살 (KBS 조이)